# Perrytown, Arkansas
Perrytown là một thị trấn thuộc quận Hempstead, tiểu bang Arkansas, Hoa Kỳ. Năm 2010, dân số của thị trấn này là 272 người.

## Dân số
- Dân số năm 2000: 255 người.
- Dân số năm 2010: 272 người.